# Omri Sharon
Omri Sharon (hébreu: עמרי שרון), né le 19 août 1964, est le fils du Premier ministre israélien Ariel Sharon. Il est parlementaire à la Knesset dans le parti Kadima et précédemment dans le Likoud.

## Problèmes judiciaires
Omri Sharon est impliqué dans un scandale pour un financement illégal de la campagne électorale qui a permis à son père de conquérir le Likoud en 1999. Il avait mobilisé environ 1 million et demi de dollars par l'intermédiaire d'une société offshore. Le 26 juillet 2005, le procureur général israélien Menahem Mazouz a annoncé qu'il inculpait Omri Sharon pour faux témoignages et pour faux et usage de faux. Omri possédait l'immunité parlementaire en tant que membre de la Knesset, et il avait indiqué qu'il se présenterait de bonne volonté à un procès. La Knesset a ensuite adopté une loi limitant l'immunité de ses membres afin de permettre l'inculpation d'Omri Sharon. Il a été finalement accusé le 28 août 2005.
Le 14 novembre 2005, Omri Sharon a accepté de plaider coupable après un accord avec les procureurs. Son procès s'est ouvert le 15 novembre 2005.
Le 3 janvier 2006, il a démissionné de son poste de député afin de répondre à la justice sur son procès.
Le 14 février 2006, il a été condamné à neuf mois de prison pour financement illégal du Likoud. Toutefois l'exécution de sa peine est reporté de 6 mois compte tenu de l'état de santé de son père Ariel Sharon.

## Accusations de népotisme
Les détracteurs de Omri Sharon et de son père Ariel Sharon les accusent de népotisme. Ils donnent comme exemple le fait que Ariel Sharon ait envoyé son fils comme représentant non officiel pour des discussions avec l'Autorité palestinienne.

## Citations
- La création d’un État palestinien est inéluctable. La question est de savoir comment nous allons influer sur le caractère de cet État. Tout le monde est conscient aujourd’hui qu’un État palestinien serait reconnu massivement par les pays membres des Nations unies. Quiconque refuse de reconnaître cette réalité se voile les yeux.